# Научная библиотека имени М. Максимовича
Нау́чная библиоте́ка им. М. Максимо́вича — структурное подразделение Киевского национального университета имени Тараса Шевченко, одна из крупнейших библиотек Украины, в которой представлен весь спектр литературы различных областей человеческих знаний на украинском, русском и ещё более чем на 30 языках. Библиотека была организована совместно с университетом в 1834 году. Основой её фондов стала «Кременецкая коллекция» в 34 378 томах, а также книги институтов и частных лиц. С 1940 года имеет статус Научной. В 1994 году библиотеке присвоено имя первого ректора университета Михаила Максимовича.

## Библиотека сегодня
Фонд насчитывает 3,5 млн экз. книг, периодических изданий и других видов печатной продукции, в том числе 1,7 млн экз. научной и 1,06 млн экз. учебной литературы. Ежегодно поступает 35-40 тыс. единиц новой литературы. Новые поступления выставляются еженедельно для просмотра.
В структуре библиотеки — 22 отдела, 25 секторов, 17 абонементов и 16 читальных залов, в том числе абонемент художественной литературы, межбиблиотечный абонемент и специализированные читальные залы: информационно-библиографический, периодики, юридической и исторической литературы. Есть также абонементы и читальные залы в институтах и на факультетах, в общежитиях. В 2002 году открыт читальный зал в Институте филологии (бульвар Тараса Шевченко, 14). На Сеченова, 6 начал работать читальный зал периодической литературы для естественных факультетов. Все читатели библиотеки могут воспользоваться электронным каталогом библиотеки и системой заказов книг через Интернет.
Ведет книгообмен с более чем 200 организациями с Украины, из СНГ, Западной и Восточной Европы, Америки, Азии, Австралии.

## Комната редкой книги
В библиотеке есть комната редкой книги, созданная в 1983 году. В ней собрано более 7 тысяч уникальных старопечатных изданий. Большую часть её фонда составляют книги «Кременецкой коллекции», состоящей из книг библиотеки бывшего короля Польши, выкупленных Тадеушом Чацким для Кременецкой гимназии.
Эти книги издавались в XVI—XVIII ст. в разных странах Европы (Германия, Франция, Италия, Швейцария, Нидерланды и другие). Большинство из этих книг напечатано на латинском, немецком, французском, итальянском, старославянском и древнееврейском языках. Тематика книг является разнообразной и охватывает практически все направления европейской науки, культуры и общественной жизни XVI—XVIII века, в частности религию, философию, математику, литературу, астрономию, медицину и т. д.
Одной из старейших книг, хранящихся в библиотеке Киевского университета, является инкунабула напечатанная на латинском языке в Венеции в 1497 году. Также в библиотеке хранятся старопечатные книги, которые издавались в начале XV в. в Венеции, Париже и других европейских городах, и издания первых европейских типографий XVI—XVII ст. (Elzevir, Plantena и др.). Среди прочих: «Истории сицилийских тиранов» Гуго Фальканда, (1550 г.), «Напрестольное Евангелие», напечатанное московским печатником Петром Тимофеевичем Мстиславцем (1575 г.), «Лексикон славянорусский» Памвы Берынды (1653 г.), «Перло многоценное» Транквилиона Кирилла, изданная в Могилёве в типографии Максима Вощанки (1699 г.) и другие.
Часть из этих книг уже оцифрована и доступна бесплатно онлайн для всех желающих. Часть из старопечатных книг ещё не описаны и каждый желающий и имеющий соответствующие знания может помочь библиотеке в их описании.

## Коллекция научных трудов
В «Коллекцию научных трудов», которая насчитывает около 8 тыс. названий, собраны монографии, учебники, учебные пособия университетских авторов со дня основания Киевского университета св. Владимира. Значительная их часть — книги с автографами воспитанников университета, других учёных и писателей, выдающихся людей столетия.